# مردم اتیوپی
مردم اتیوپی (Αἰθίοψ)، ساکنان بومی اتیوپی، و همچنین دیاسپورای جهانی اتیوپی هستند. اتیوپی‌ها چندین گروه قومی را تشکیل می‌دهند که بسیاری از آنها با گروه‌های قومی در همسایه اریتره و سایر بخش‌های شاخ آفریقا مرتبط هستند.